# Nicholas Teo
Nicholas Teo (chiń. 張棟樑, pinyin: Zhāng Dòngliáng; ur. 29 listopada 1981 w Kuching) – malezyjski piosenkarz pochodzenia chińskiego.
W 2008 roku został laureatem nagród: MTV Asia Awards (ulubiony artysta malezyjski), Malaysia Leaping Youth Most Yeah! Award, 1st Kiss Apple Love Song Chart Award.

## Dyskografia
Albumy
| Rok  | Tytuł                                     |
| ---- | ----------------------------------------- |
| 2005 | Nicholas 張棟樑首張同名專輯               |
| 2006 | Only Nicholas 主打張棟樑                  |
| 2007 | Prince Nicholas 王子                      |
| 2009 | The Moment of Silence 沉默的瞬間          |
| 2011 | Let‘s Not Fall in Love Again 别再惊动爱情 |